# Vrícke sedlo (686 m)
Vrícke sedlo (też: Vríčanské sedlo, 686 m) – przełęcz, wyznaczająca granicę pomiędzy grupą górską Małej Fatry i pasmem Żaru na Słowacji. Nazwa pochodzi od wsi Vrícko, leżącej w dolinie na północ od przełęczy.
Przełęcz oddziela podgrupę Luczańskiej Fatry na zachodzie od pasemka Sokola w górach Żar na wschodzie. Znajduje się między szczytami Holice (980 m, Mała Fatra) i Závozy (912 m, Żar). Północne stoki przełęczy opadajż do Doliny Klasztorskiej, zaś południowe – do Bazovej doliny. Na południowy zachód od przełęczy znajduje się mniejszy obszar krasowy.

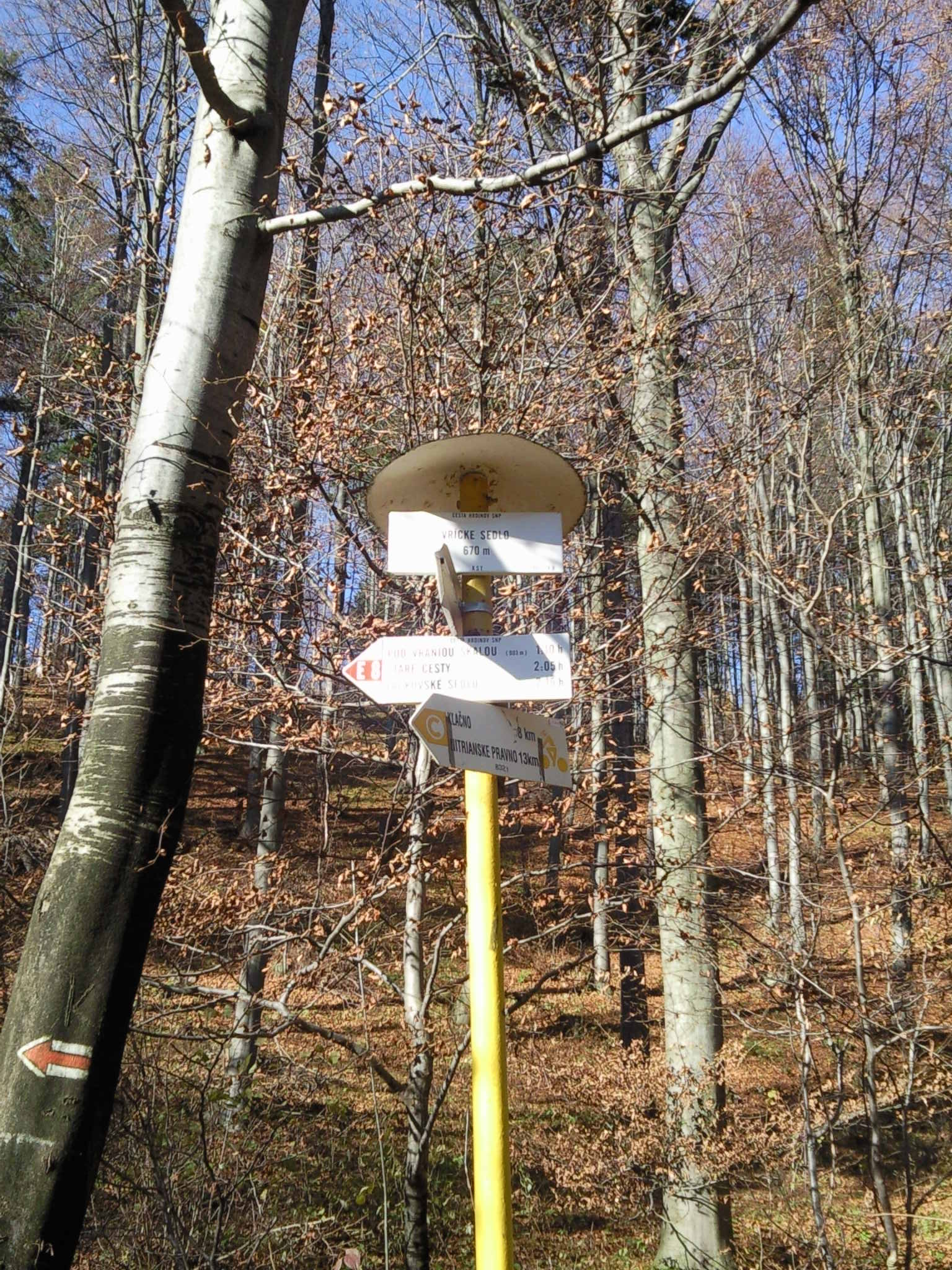
Vrícke sedlo

Przez przełęcz biegnie droga jezdna z Kláštoru pod Znievom do Kľáčna (połączenie Turca z regionem Górnej Nitry).

## Szlaki turystyczne
Szlakiem Bohaterów SNP (część europejskiego długodystansowego szlaku pieszego E8 z Fačkovskiego sedla (przełęczy) do Vyšehradskiego sedla